# Déni du changement climatique
Pour un article plus général, voir Changement climatique.

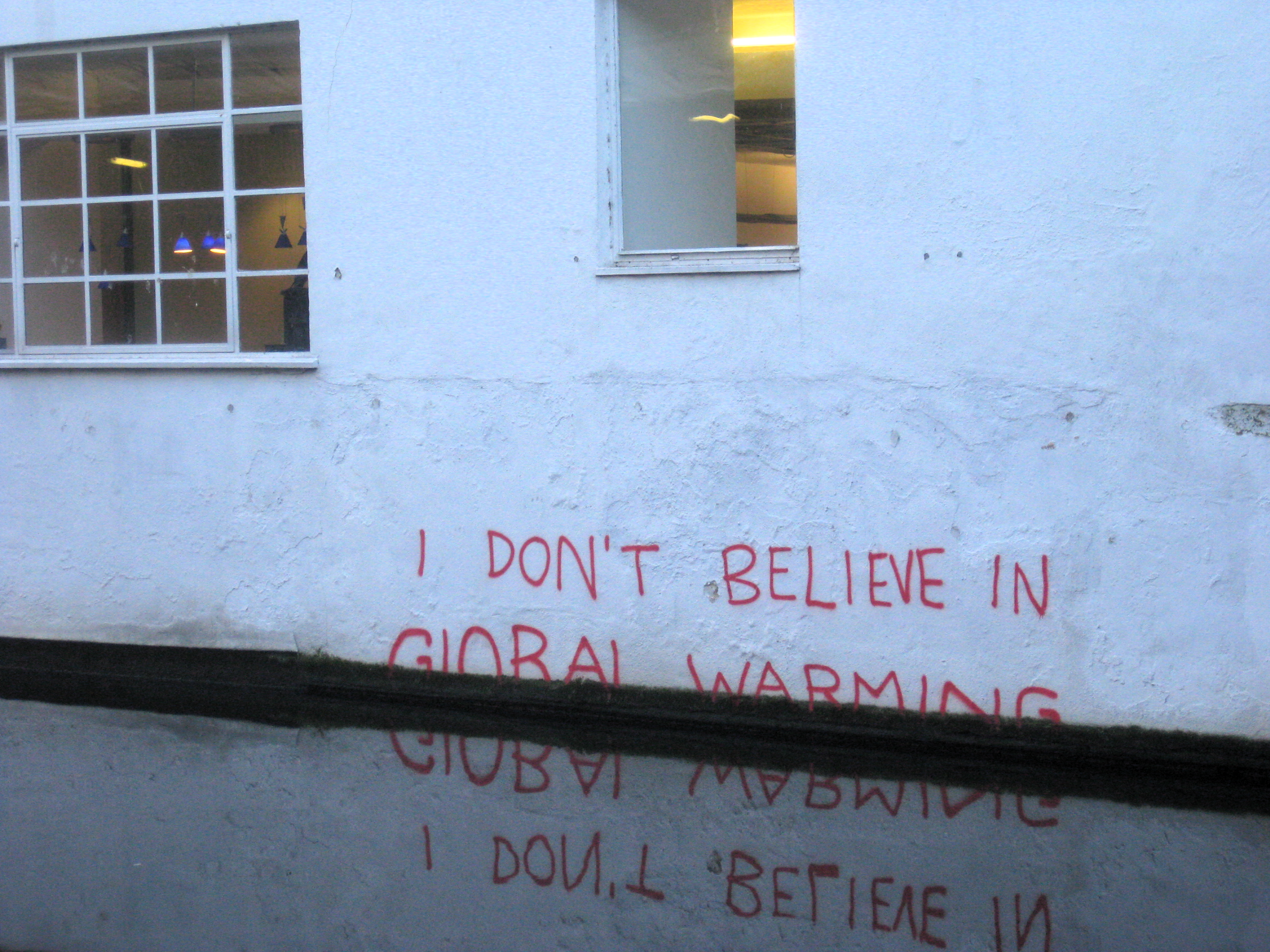
Graffiti ironique I don't believe in global warming (Je ne crois pas au réchauffement climatique), en partie masqué par le niveau du Regent's Canal, à Londres, en allusion à l'élévation du niveau de la mer provoquée par le changement climatique. Banksy, 2009.

Le déni du changement climatique (ou réchauffement climatique) est une attitude de dénégation face au consensus scientifique sur le changement climatique.
Certaines personnes admettent qu'il y a un réel changement, allant dans le sens d'un réchauffement global, mais nient que ce changement a une origine ou une part anthropique ; ils l'attribuent exclusivement aux variations naturelles du climat. D'autres nient que ce changement affecte déjà négativement les écosystèmes ou qu'il puisse affecter les sociétés humaines, estimant parfois que le CO2 ou le réchauffement est même une chance pour le tourisme ou l'agriculture. Ils jugent donc inutile toute démarche de lutte contre le dérèglement climatique, et promeuvent plutôt l'adaptation au retour des températures du Crétacé.
Cependant, les regards sur l'origine du changement climatique sont variés chez les climatosceptiques (allant d'une origine purement naturelle à une origine mixte) et leur opposition aux politiques de lutte contre le changement climatique est loin d'être univoque.
Certains « négateurs » approuvent le terme de « déni », mais beaucoup préfèrent se dire « climatosceptiques », « climato-sceptiques » ou « climato-réalistes ». Cependant de nombreux scientifiques estiment que le mot « scepticisme » est désormais inexact pour qualifier l'attitude de négation du dérèglement climatique anthropique et préfèrent le terme « climato-dénialistes »,, « climato-négationnistes » ou encore « négateurs du changement climatique (anthropogène) ».
Au sens large, ce déni peut aussi être « implicite » : quand des individus ou des groupes sociaux acceptent les hypothèses et démonstrations scientifiques, mais sans parvenir à les traduire en action ou en changements de comportements. Plusieurs travaux de sciences sociales ont analysé ces attitudes, en les classant comme des formes de négationnisme voire de pseudoscience. Toutes ces formes de déni alimentent la controverse sur le changement climatique, et inversement.
Des campagnes visant à saper la confiance du public dans les sciences du climat ont été mises en évidence, en Amérique du Nord notamment. Elles ont été décrites comme une « machine à produire du déni », construite, financée et entretenue par des intérêts industriels, politiques et idéologiques, trouvant des relais dans les médias conservateurs et les « blogueurs sceptiques » afin de créer l'impression qu'il existe une grande incertitude autour des données montrant que la planète se réchauffe.
Selon des observateurs tels que Naomi Klein (2011, journaliste altermondialiste), ces campagnes de déni sont soutenues par ceux qui prônent des politiques économiques conservatrices, et par des intérêts industriels opposés à la réglementation ou la taxation des émissions de CO2 (et équivalent CO2), en particulier les lobbies du charbon et plus généralement des énergies fossiles, les frères Koch, des groupes de défense de l'industrie ainsi que des think tanks conservateurs et libertariens, souvent américains. Plus de 90 % des articles « sceptiques » sur le changement climatique proviennent de groupes de réflexion classés à droite.
En dépit du fait que, depuis les années 1960, les sociétés pétrolières avaient une connaissance des effets de l'utilisation des énergies fossiles sur le climat, certaines d'entre elles ont organisé des campagnes de déni du changement climatique — durant plusieurs décennies — en s'appuyant sur une stratégie qui a été comparée au déni organisé sur les dangers du tabagisme par l'industrie du tabac.
Le déni du changement climatique et la controverse politique sur le réchauffement ont eu une forte incidence sur les politiques en matière de réchauffement de la planète, sapant une partie des efforts déployés pour lutter contre le changement climatique ou pour s'y adapter.
Ceux qui encouragent ou créent ce déni utilisent couramment des tactiques et moyens rhétoriques donnant l’apparence d’une controverse scientifique, là où il n’y en a pas.

## Terminologie

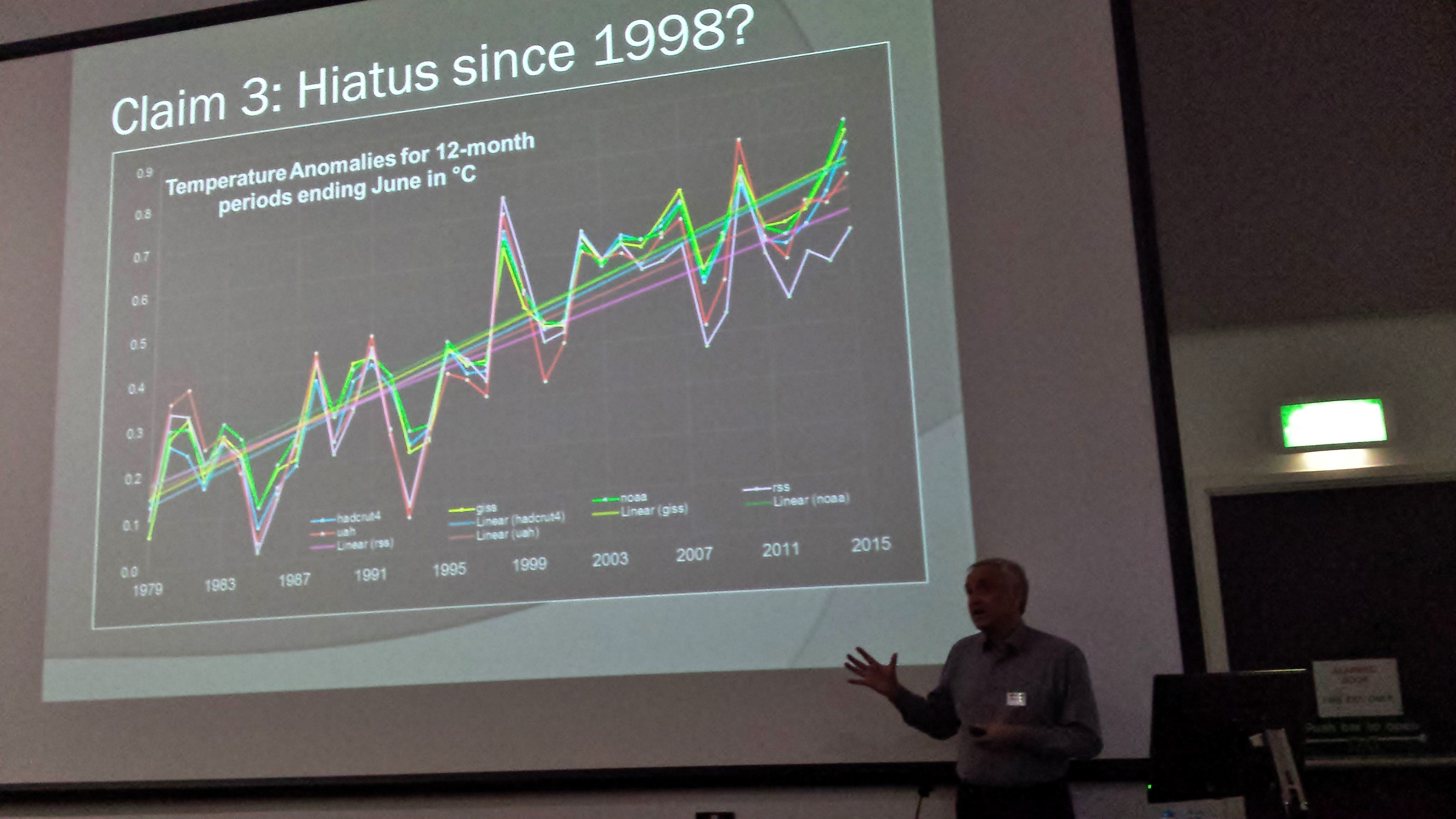
Amardeo Sarma donnant une conférence sur le négationnisme face au changement climatique et sur les futurs problèmes énergétiques et environnementaux dans le monde lors du Congrès européen des sceptiques (2015).

Le « climatoscepticisme » et le « refus du changement climatique » se réfèrent au déni, au rejet ou au doute injustifié du consensus scientifique sur le rythme et l'ampleur du réchauffement planétaire, son importance ou son lien avec le comportement humain, en tout ou en partie,. Bien qu'il existe une distinction entre le scepticisme (qui suggère de douter de la véracité d'une affirmation) et le déni absolu de la vérité d'une assertion, des expressions telles que « scepticisme climatique » ont souvent été utilisées dans le même sens que le négationnisme ou le « contrarianisme »,. Selon le philosophe Mathias Girel, « il y a trois grandes variantes de climatoscepticisme : celle qui dit que ça ne réchauffe pas, celle qui dit que les gaz à effet de serre produits par l’activité humaine ne sont pas les premiers responsables, celle enfin qui estime que la situation n’est pas aussi grave qu’on le prétend ou qu’on trouvera des réponses technologiques ».
La terminologie est apparue dans les années 1990. Même si tous les scientifiques adhèrent à la notion de scepticisme scientifique (qui fait partie de l’essence de la démarche scientifique), le mot « sceptique » a été accolé aux adjectifs climatique ou écologique (au moins à partir de la mi-novembre 1995) pour désigner des minorités, y compris scientifiques, manifestant des points de vue contraires au consensus scientifique. Un petit groupe de scientifiques a présenté de tels points de vue dans des déclarations publiques, et dans les médias plutôt qu’au sein de la communauté scientifique,. Cet usage a continué. Dans son article de décembre 1995, « The Heat is On : The warming of the world's climate sparks a blaze of denial », Ross Gelbspan a révélé que l'industrie avait fait appel à un « petit groupe de sceptiques » pour confondre l'opinion publique dans une « campagne de déni persistante et bien financée ». Son livre, The Heat is On, semble avoir été le premier à se concentrer spécifiquement sur le sujet. Gelbspan y a évoqué un « déni omniprésent du réchauffement de la planète » organisé par une « campagne persistante de déni et de répression » impliquant « un financement non divulgué de ces « sceptiques à l'effet de serre », des climato-sceptiques déroutant le public et influençant les décideurs ».
En novembre 2006, la chaine de télévision canadienne CBC a diffusé un documentaire sur cette campagne mondiale, intitulé The Denial Machine,. En 2007, la journaliste Sharon Begley (en) a présenté un article sur « la machine à nier », expression qui sera ensuite reprise par des universitaires,. Sur CBC également, Keith Kahn-Harris insiste sur la nécessité de bien différencier le déni (souvent inconscient, et momentanément nécessaire pour la psyché quand il faut affronter des réalités difficiles) et le « dénialisme » (qui est une démarche active et créative de refus de la vérité, et de recherche d'une fausse réalité) ; pour lui le déni est en quelque sorte « silencieux », alors que le dénialisme est « bruyant ».
Le déni explicite porté par les médias s'est accompagné d'un déni implicite, dominant dans de nombreux groupes sociaux, aux États-Unis notamment, où tout en acceptant le consensus scientifique, la plupart des gens se montrent incapables d’en accepter les conséquences et incapables de prendre des mesures pour réduire le problème. Ceci a été illustré dans l'étude de Kari Norgaard qui a porté sur un village norvégien touché par le changement climatique, mais où les habitants ont détourné leur attention vers d'autres problèmes.
La terminologie est discutée ou nuancée : la plupart de ceux qui rejettent activement le consensus scientifique se qualifient eux-mêmes de « climatosceptiques » faisant preuve de scepticisme face au changement climatique, mais quelques-uns ont dit préférer être qualifiés de « négationnistes »,. Le mot « scepticisme » est, cependant, utilisé à tort, car le scepticisme scientifique fait partie intégrante de la méthodologie scientifique,,. Les anglophones utilisent aussi le mot « contrarianisme », qui est plus spécifique, mais moins fréquemment utilisé. Dans la littérature universitaire et les médias, les expressions « négation du changement climatique » et « négationniste du changement climatique » ont été utilisées comme termes descriptifs (sans intention péjorative). L'historien Robert N. Proctor utilise le terme « négationniste ». Le Centre national de l'éducation scientifique et l'historien Spencer R. Weart reconnaissent tous deux que l'une ou l'autre option est problématique, et ils ont décidé d'utiliser le « déni du changement climatique » plutôt que le « scepticisme »,.
Les termes liés au négationnisme et au déni ont été critiqués pour avoir introduit un ton moralisateur ou parce qu’ils évoquent potentiellement le déni de l’existence de l’holocauste,. Certains ont prétendu que ce lien était intentionnel, ce que les universitaires ont vivement contesté. L'utilisation du mot et concept de « déni » est antérieure à l'Holocauste et courante dans d'autres domaines, par exemple le déni de grossesse, le déni ou négationnisme du VIH/sida comme le signale John Timmer, d'Ars Technica en 2014.
En décembre 2014, une lettre ouverte du Comité d'enquête sur les sceptiques (Committee for Skeptical Inquiry) a appelé les médias à cesser d'utiliser le terme « scepticisme » pour faire référence au déni du changement climatique, car le scepticisme scientifique est l’un des fondements de la « méthode scientifique », et il est très différent du déni (le rejet a priori d'idées sans considération objective) observé chez ceux qui sont impliqués dans des tentatives politiques visant à saper la science du climat. Selon ce comité : « tous les individus qui se disent sceptiques face au changement climatique ne sont pas des négationnistes. Mais pratiquement tous les négationnistes se sont faussement déclarés sceptiques. En perpétrant cet abus de langage, les journalistes ont accordé une crédibilité non méritée à ceux qui rejettent la science et l'investigation scientifique »,.
En juin 2015, l'éditeur public du New York Times a indiqué à Media Matters for America que le journal tendait de plus en plus à utiliser le terme anglais « denier » pour désigner « quelqu'un remettant en cause la science établie », mais en évaluant le choix du terme au cas par cas, sans politique fixe, et qu’il n'emploierait pas le terme pour désigner quelqu’un prenant une position modérée ou indécise sur le sujet. La directrice exécutive de la Society of Environmental Journalists a déclaré que, malgré un scepticisme raisonnable sur des questions spécifiques, elle estimait que le mot anglais « denier » était « le terme le plus exact qui soit, quand quelqu'un prétend que le réchauffement planétaire n'existe pas, ou reconnaît qu'il existe, mais nie que cela a des causes que nous pourrions comprendre ou des effets mesurables ».
La lettre du Comité d'enquête sur les sceptiques a inspiré une pétition de Climatetruth.org où les signataires étaient invités à demander à l'Associated Press : « établissez une règle dans le StyleBook AP interdisant l'utilisation du mot « sceptique » pour décrire ceux qui nient les faits scientifiques ». Le 22 septembre 2015, Associated Press a annoncé avoir modifié son AP Stylebook à l’entrée « réchauffement global ». L’Agence conseille maintenant aux journalistes de décrire ceux qui n'acceptent pas la science du climat, ou ceux qui contestent que le monde se réchauffe sous l'effet de forces artificielles, en utilisant l’expression « ceux qui doutent du changement climatique » (« climate change doubters ») ou « ceux qui rejettent la science dominante du climat » (« those who reject mainstream climate science »). L'Agence recommande aux journalistes d'éviter à la fois les mots « sceptiques » et « négationnistes »,,.
Le 17 mai 2019, The Guardian a aussi rejeté l'utilisation du terme « climatosceptique » au profit de « climate science denier » (« négateur des sciences climatiques »).

## Histoire
Pour des articles plus généraux, voir Histoire des sciences et Climatologie.
La recherche sur les effets du CO2 sur le climat a commencé il y a près de deux cents ans. En 1824, Joseph Fourier infère l'existence d'un « effet de serre » atmosphérique. En 1860, John Tyndall quantifie les effets des gaz à effet de serre sur l'absorption du rayonnement infrarouge. Puis en 1896 (il y a plus d'un siècle) Svante Arrhenius démontre que la combustion du charbon peut réchauffer la planète (ses calculs du réchauffement en fonction du taux de CO2 ont donné des résultats très proches de ceux donnés par des modèles récents). Puis entre les deux guerres mondiales (en 1938) Guy Stewart Callendar constate que ce réchauffement semble déjà en cours,.
La recherche a ensuite rapidement progressé ; dès 1957, Roger Randall Dougan Revelle (qu'Al Gore a eu comme professeur) alerte sur les risques que la combustion de combustibles fossiles soit « une grandiose expérience scientifique » sur le climat,. La NASA et la NOAA ont complété ces recherches, et le rapport Charney de 1979 concluait à un réchauffement déjà important, tout en alertant sur le fait qu'« une politique attentiste peut signifier attendre trop tard »,.
En 1959, un scientifique travaillant pour Shell suggère, dans le journal New Scientist, que les cycles du carbone sont trop vastes pour perturber l'équilibre de la Nature.
Depuis les années 1960, les sociétés pétrolières sont arrivées au cours de leurs recherches à des conclusions correspondant largement au consensus scientifique sur le réchauffement de la planète. Par exemple, Marion King Hubbert, conseiller géologue en chef de la compagnie pétrolière anglo-néerlandaise Shell, écrit dès 1962 : « Il est prouvé que l’utilisation croissante des combustibles fossiles contamine sérieusement l’atmosphère terrestre avec du CO2. Il est possible que cela produise déjà un changement climatique séculaire avec des températures moyennes plus élevées ».
Quant à la société française Total, dans un numéro de Total information, la revue interne du groupe, le géographe François Durand-Dastès écrit en 1971 : « Un air plus riche en gaz carbonique absorbe donc davantage de radiations, et s’échauffe davantage. […] Il n’est pas impossible, selon certains, d’envisager une fonte au moins partielle des calottes glaciaires des pôles, dont résulterait à coup sûr une montée sensible du niveau marin. Ses conséquences catastrophiques sont faciles à imaginer… ».
Malgré cette connaissance des effets de l'utilisation des énergies fossiles sur le climat, certaines sociétés pétrolières ont organisé des campagnes de déni du changement climatique — durant plusieurs décennies — en s'appuyant sur une stratégie qui a été comparée au déni organisé sur les dangers du tabagisme par l'industrie du tabac.
Dans les années 1970, les Trente Glorieuses prennent fin, et le public se montre plus sensible à la protection de l'environnement, et notamment au problème des pollutions pétrolières, de même que de nombreux élus (dans les pays riches, c'est l'époque des premières grandes législation environnementales ; en France est créé le premier ministère de l'environnement). Mais face à un début de sensibilisation du public à l'effet de serre, et à une large sensibilisation à l'environnement, une réaction conservatrice émerge, notamment en Amérique du Nord. Un de ses leitmotivs est que les préoccupations environnementales ne doivent pas conduire à des taxes, lois et réglementations gouvernementales.
Lors de l'émission Les Dossiers de l'écran consacrée à l'Antarctique et diffusée en septembre 1979 sur Antenne 2, Haroun Tazieff évoque l'augmentation de l'effet de serre par l'accumulation de CO2 produit par les activités industrielles, entrainant une augmentation probable de la moyenne de température mondiale durant les futures décennies. Il est contredit par le commandant Jacques-Yves Cousteau, qui décrit cet argumentaire comme du « baratin ». Selon ce dernier, les océans peuvent capter suffisamment de CO2 pour contrebalancer les activités humaines,,.
Dans les années 1980, le réchauffement de la planète devient un sujet politique, mais quand Ronald Reagan devient président (en 1981) sa première intention est de réduire les dépenses consacrées à la recherche sur l'environnement, en particulier dans le domaine du climat, et d'arrêter de financer la surveillance des émissions de CO2. Reagan nomme comme secrétaire à l'Énergie James B. Edwards, qui déclare alors qu'il n'y a pas de véritable problème de réchauffement de la planète.
Al Gore, alors membre du Congrès et au courant des évolutions scientifiques récentes décide alors, avec d'autres élus, d'organiser des auditions au Congrès. Elles se font à partir de 1981, avec des témoignages d'experts scientifiques (dont Revelle, Stephen Schneider et Wallace Smith Broecker). Ces auditions attirent suffisamment l'attention du public pour que le gouvernement Reagan modère les coupes dans la recherche sur l'atmosphère. Mais le débat se polarise entre les deux grands partis politiques américains, tout en prenant de l'importance. En 1982, alors que le physicien et pédologue Sherwood B. Idso publie un livre Carbon Dioxide: Friend or Foe? (« Le dioxyde de carbone : ami ou ennemi ? ») où il suggère que face à la hausse démographique, le CO2 et le réchauffement pourraient permettre de produire plus d'aliments, une nouvelle stratégie de déni est portée par les think tanks climatosceptiques : faire croire que l'augmentation de CO2 non seulement ne réchauffe pas la planète, mais qu'au contraire, elle fertilise les cultures et est même « quelque chose à encourager et non à supprimer », tout en se plaignant du fait que ces théories du CO2 qui ne serait pas un polluant, mais un bienfait pour la planète, ont été rejetées par l'« établissement scientifique ».
En 1983, un rapport de l'Environmental Protection Agency (EPA - Agence américaine de protection de l'environnement) conclut que le réchauffement de la planète n'est « pas un problème théorique, mais une menace dont les effets se feront sentir dans quelques années, avec des conséquences potentiellement « catastrophiques » ». L'administration Reagan réagit en qualifiant ce rapport d'« alarmiste », attitude qui génère un litige qui a eu une large couverture médiatique. L'attention du public s'est cependant rapidement tournée vers d'autres problèmes, avec notamment la découverte et médiatisation (en 1985) d'un trou dans la couche d'ozone atmosphérique polaire. Ce sujet — à la différence du problème du CO2 — mobilise efficacement la communauté internationale qui apportera une réponse internationale rapide (Protocole de Montréal). Pour le grand public, cet exemple laisse penser qu'une action similaire (ce sera le protocole de Kyoto) est possible pour le climat, mais l'intérêt des médias pour le sujet, au moins aux États-Unis, semble s'estomper au profit d'une théorie voulant que le CO2 ne réchauffera pas significativement le climat et qu'au contraire, il améliorera la productivité des sols.
L'été 1988, l'attention du public américain est à nouveau attirée, via les médias, alors que des vagues de sécheresses et de chaleur touchent le pays : James Hansen (directeur du Goddard Institute de la NASA), lors d'une audition le 23 juin 1988 devant le Sénat, déclare pouvoir affirmer avec certitude que le réchauffement à long terme est déjà en cours, et qu'un réchauffement sévère est probable pour les cinquante prochaines années. Des tempêtes et inondations sont à attendre, précise-t-il.
À cette époque, la communauté scientifique est parvenue à un consensus sur l'existence d'un réchauffement climatique en cours et ses causes : l'activité humaine en est probablement la cause principale. Et des conséquences graves sont à attendre (même pour quelques degrés de plus) si la tendance au réchauffement n'est pas rapidement maîtrisée. Ces faits portés à la connaissance des élus et des entreprises ont alors favorisé des discussions sur de nouveaux projets de lois sur la réglementation environnementale, projets auxquels l'industrie des combustibles fossiles s'est vivement opposée.
Depuis 1989, des organisations financées par l'industrie, notamment via la Global Climate Coalition et le George C. Marshall Institute, ont cherché à semer le doute parmi le public, en reprenant une stratégie déjà bien rodée par l'industrie du tabac,,,,. Un petit groupe de scientifiques opposés au consensus sur le réchauffement de la planète s'est constitué ; il s'est impliqué politiquement et, avec le soutien d'intérêts politiques conservateurs, il a commencé à publier ses points de vue, dans des livres et dans la presse plutôt que dans des revues scientifiques à comité de lecture.
Ce petit groupe de scientifiques comprenait certaines des mêmes personnes que celles qui faisaient déjà partie de la stratégie précédemment mise en place par l'industrie du tabac. Spencer Weart a identifié cette période comme le moment où le scepticisme légitime sur les aspects fondamentaux de la science du climat n'était plus justifiable sur cette question ; c'est le moment où ceux qui suscitaient le doute ou une méfiance généralisée à l'égard de ces questions, voire parfois à l'égard de la science en général, sont devenus des « négationnistes ».
Alors que leurs arguments étaient de plus en plus clairement réfutés par la communauté scientifique et par l'arrivée régulière de nouvelles données, ces négationnistes se sont tournés vers des arguments politiques, souvent en attaquant parallèlement personnellement la réputation des scientifiques et/ou de leurs institutions, en défendant la théorie d'un complot utilisant l'idée du réchauffement de la planète pour lutter contre l'intérêt des entreprises et des grands États.
Le premier Sommet de la Terre, à Rio en 1992, suit la chute du communisme (1989) et correspond à la montée internationale du mouvement écologiste ; cet événement attire l'attention des think tanks conservateurs américains, des entités créées dans les années 1970 et organisées en tant que contre-mouvement intellectuel au socialisme, au communisme. Ces think tanks se détournent de la « peur rouge » et inventent la « menace verte » (qu'ils considéraient comme une nouvelle menace pour leurs objectifs de propriété privée, d'économies dérégulée de marché et d'un capitalisme mondial notamment basé sur l'exploitation des ressources fossiles). En tant que contre-mouvement, ils ont habilement utilisé le « scepticisme environnemental » pour promouvoir le doute et le déni de la réalité de problèmes tels que la perte de biodiversité et la gravité ou le caractère anthropique du changement climatique.
En 1992, un rapport de l'EPA associe le tabagisme passif au cancer du poumon. L'industrie du tabac réagit immédiatement en faisant appel à une société de relations publiques (APCO Worldwide (en)) qui lui propose une stratégie de campagnes de type astroturfing, visant à distiller le doute envers la science, en reliant les « inquiétudes » liées aux effets du tabagisme à d'autres craintes (présentés comme infondés), dont le réchauffement climatique, afin d'éviter que l'opinion publique ne fasse appel à des interventions gouvernementales. La campagne décrivait les préoccupations du public comme des peurs « non fondées » supposées uniquement appuyées par une « junk science » (« science-poubelle », par opposition à une « science éprouvée »). On laisse entendre que les scientifiques sont alarmistes voire qu'ils ont intérêt à entretenir une peur ou une panique dans le public, afin que leurs études soient subventionnées. Cette tactique également inspirée de méthodes issues de la guerre psychologique est mise en œuvre sur plusieurs fronts par le biais de groupes divers, principalement le Centre pour l'avancement des « vraies » sciences (TASSC pour Advancement of Sound Science Center) et par Steven Milloy et son Website « Junk Science », qui prétend distinguer la « bonne science » de la science-poubelle. Un mémo d'une compagnie de tabac contient le commentaire suivant : « Le doute est notre produit puisqu'il s'agit du meilleur moyen de concurrencer le « corpus de faits » qui existe dans l'esprit du grand public. C'est également le moyen d'établir une controverse. »
Au cours des années 1990, la campagne pour le tabac s'est éteinte, mais le TASSC a commencé à obtenir des fonds de sociétés pétrolières (Exxon notamment) ; son site Web devient alors un élément central dans la diffusion de « presque toutes les formes de négation du changement climatique qui ont trouvé leur chemin dans la presse populaire ».
Dans les années 1990, le Marshall Institute a aussi commencé à faire campagne contre le développement de la réglementation environnementale qui émergeait pour tenter de régler les problèmes de pluies acides, d'appauvrissement de la couche d'ozone, du tabagisme passif ou contre les dangers du DDT,,. Dans tous ces cas, son argument était que la science était encore trop incertaine pour justifier une intervention gouvernementale. C'était déjà la stratégie utilisée pour minimiser les effets du tabac sur la santé (dans les années 1980),.
Cette campagne se poursuivra durant au moins vingt ans
Ces efforts, relayés par les médias, ont efficacement réussi à influencer l'opinion publique. De 1988 aux années 1990, le discours et le débat public sont en effet passé de sujets concernant la science et certaines données sur les changements climatiques, à la discussion sur la politique et la controverse qui l'entoure.
Diverses variantes de cette campagne pour le doute ont émergé durant les années 1990, dont sous la forme d'une campagne publicitaire financée par le lobby du charbon visant à « repositionner le réchauffement climatique comme une théorie plutôt que comme un fait »,, et sous la forme d'une proposition de 1998 rédigée par l'American Petroleum Institute visant à recruter des scientifiques pour convaincre les politiciens, les médias et le public que la science du climat était trop incertaine pour justifier une réglementation environnementale. Cette proposition incluait une stratégie en plusieurs points (évaluée à 5 millions de dollars) visant à « maximiser l'impact des points de vue scientifiques conformes au nôtre sur le Congrès, les médias et d'autres publics clés », dans le but de « soulever des questions sur la sagesse scientifique dominante ».
En 1998, Gelbspan note que ses collègues journalistes ont fini par accepter l'existence du réchauffement climatique, mais qu'ils sont cette fois en train de nier la deuxième étape, celle de la « crise climatique », incapables d'accepter la possibilité d'apporter des réponses au problème. Un ouvrage ultérieur de Milburn et Conrad, intitulé The Politics of Denial décrit les « forces économiques et psychologiques » qui nient le consensus sur les questions de réchauffement de la planète.
Dans le milieu académique, dans les années 1990, les efforts des groupes de refus du changement climatique ne sont d'abord pas perçus ; ils n'ont été reconnus comme une campagne organisée qu'à partir des années 2000, à partir d'études des représentations du changement climatique dans les médias, et dans la société civile. Deux sociologues (Riley Dunlap et Aaron McCright) ont joué un rôle important dans cette compréhension, via un article publié en 2000 et explorant le lien entre les think tanks conservateurs et le déni du changement climatique. Des travaux ultérieurs ont continué à montrer que des groupes spécifiques ont créé et entretenu un scepticisme pour que le changement climatique ne soit pas perçu comme une réalité par le grand public.
En 2008, une étude de l'université de Floride a analysé les sources de la littérature « écologiquement sceptique » publiée aux États-Unis, démontrant que 92 % de cette littérature était partiellement ou totalement affiliée à un groupe de réflexion conservateur auto-proclamé.
En 2015, une nouvelle étude a identifié 4 556 personnes dont les réseaux se chevauchaient autour de 164 organisations, responsables des efforts les plus importants pour minimiser aux yeux du public et des élus la menace du changement climatique pour les États-Unis,.
Wayne A. White, faisant référence aux travaux des sociologues Robert Antonio et Robert Brulle, a écrit que le déni du changement climatique est devenu la priorité absolue d'un programme plus vaste visant à lutter contre la réglementation environnementale, appliqué par les néolibéraux.
Dans les années 2000, c'est aux États-Unis que le climatoscepticisme s'est le plus développé. Les médias y présentent de manière disproportionnée les points de vue de la communauté du négationnisme face au changement climatique. En plus des médias, le mouvement des « contrariateurs » a également été soutenu par la croissance d'Internet, qui a bénéficié de l'appui de certains blogueurs, animateurs de talk-shows et chroniqueurs de journaux.
En 2004, Boiling Point (« Point d'ébullition : comment les politiciens, le pétrole et le charbon, les journalistes et les activistes alimentent la crise climatique — et ce que nous pouvons faire pour éviter une catastrophe »), livre publié par Ross Gelbspan, analyse certains détails de la campagne des défenseurs des combustibles fossiles qui visent à nier le changement climatique, et à miner la confiance du public dans la science du climat.
En août 2007, à la une du magazine américain Newsweek, dans un article intitulé « La vérité sur le déni », Sharon Begley (en) affirme que « la machine à nier fonctionne à plein régime », bien coordonnée et « bien financée », médiée par des scientifiques « contradicteurs » (contrarian scientists), par des think tanks libertariens et par l'industrie qui ont « créé un brouillard de doute paralysant autour du changement climatique ».
En 2015, le quotidien The New York Times et d'autres médias révèlent que les sociétés pétrolières savaient — depuis les années 1970 — que la combustion de pétrole et de gaz contribuait au changement climatique et au réchauffement de la planète, ce qui ne les a pas empêché de financer une culture du déni du réchauffement climatique pendant toutes ces années,. Cette même année, Dana Nuccitelli écrit dans The Guardian qu'un petit groupe marginal de climatosceptiques n'est plus pris au sérieux par la Conférence des Nations unies sur les changements climatiques de 2015, qui dit dans un accord « Nous devons cesser de retarder les choses, et commencer à prendre des mesures sérieuses pour prévenir une crise climatique ». Mais le New York Times observe que l'accord ne repose que sur une mise en œuvre volontaire et qu'elle dépendra des futurs dirigeants mondiaux - alors que chaque candidat républicain en 2016 a mis en doute ou nié les connaissances scientifiques relatives au changement climatique.

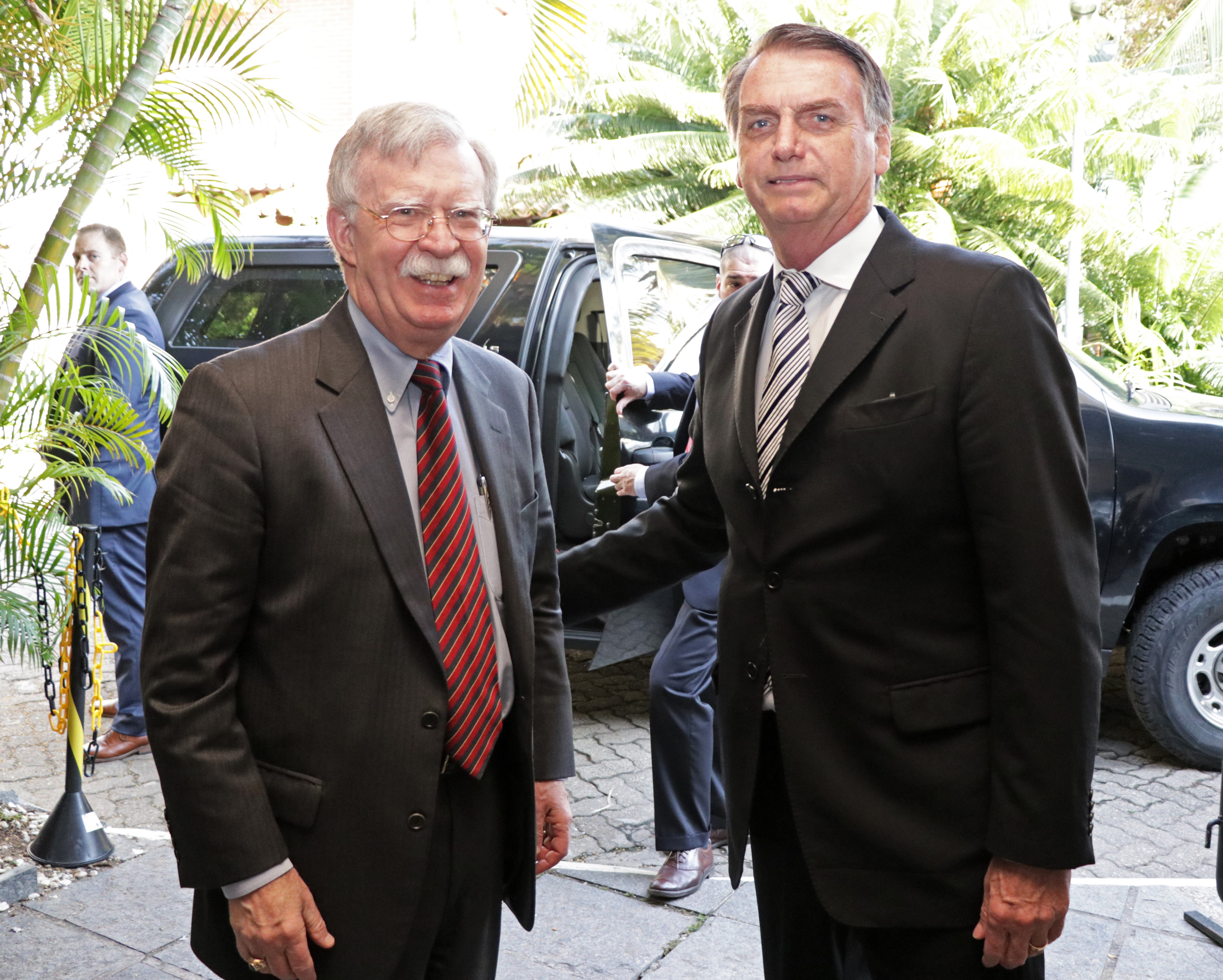
Le président brésilien Jair Bolsonaro en compagnie du conseiller pour la sécurité nationale de Donald Trump, John Bolton, à Rio de Janeiro, le 29 novembre 2018.

En 2018, Ernesto Araújo (nouveau ministre des Affaires étrangères de Jair Bolsonaro) a qualifié le réchauffement climatique de complot fomenté par des « marxistes culturels » et il a supprimé la division « changement climatique » au sein de son ministère.
En mars 2020, une enquête du New York Times montre que Indur M. Goklany, secrétaire adjoint chargé par l'administration Trump de revoir les politiques climatiques du ministère de l'intérieur, fait ajouter des paragraphes trompeurs ayant un impact sur des décisions cruciales concernant les droits sur l'eau et les minéraux, qui touchent des millions d'Américains et des centaines de millions d'hectares de terres. Ainsi, il fait écrire que la science du climat « pourrait surestimer le taux de réchauffement de la planète » et que l'augmentation du dioxyde de carbone est bénéfique car elle « peut augmenter l'efficacité de l'utilisation de l'eau par les plantes et allonger la saison de croissance agricole ».
Si le climatoscepticisme est d'abord moins marqué en France que dans les pays anglo-saxons, il connait un essor rapide. La Climatoscope, fondée en 2015, souligne que la mouvance climatosceptique s'est structurée sur les réseaux sociaux à partir de l'été 2022, s'inspirant en particulier des États-Unis,,. Entre 2022 et 2023, la proportion de Français climatosceptiques a bondi de 27 % à 37 %.
En avril 2023, le politologue Jean-Yves Dormagen dans Libération indique que ce sont les franges les plus conservatrices et identitaires qui sont majoritairement climatosceptiques, et que les plus modestes ont le sentiment d’être victime des mesures écologiques.
Le site de la Fondation Jean-Jaurès en avril 2023 le compare à un nouveau Populismedont le représentant dernièrement serait Steven E. Koonin toujours d'après Libérationainsi que leur porte-parole pour d'autres,.

## Réseaux du déni
Parfois dénommé « Carbon Club » par les ONG environnementales, des groupes de pression anti-environnementalistes s’organisent, notamment autour de l’industrie du charbon, l'industrie du pétrole et du gaz de schiste, appuyés par quelques think tanks américains très hostiles aux écotaxes et aux quotas de carbone. Le secteur du déni face au changement climatique est le plus puissant aux États-Unis,.
En 2013, le Center for Media and Democracy (Centre pour les médias et la démocratie) a annoncé que le State Policy Network (en) (SPN), un groupe libertarien qui coordonne soixante-quatre think tanks américains, exerçait des pressions sur les grandes entreprises et les donateurs conservateurs pour qu'ils s'opposent à la réglementation internationale en matière de changement climatique.
En 2015, un rapport du Pentagone a conclu que le déni du réchauffement climatique était une menace pour la sécurité nationale, car il entrave les actions d'adaptation. Pourtant, de nombreuses installations navales ou militaires seront affectées par le réchauffement climatique. Une étude de 2015 a identifié 4 556 personnes dont les liens de réseau se chevauchaient auprès de 164 organisations, responsables des efforts les plus importants pour minimiser la menace du changement climatique aux États-Unis,.

### International
Une coalition baptisée « Clexit », qui se présente comme : « une nouvelle organisation internationale visant à empêcher la ratification du traité coûteux et dangereux de Paris sur le réchauffement de la planète », ayant des membres dans vingt-six pays. Selon le quotidien britannique The Guardian : « Les dirigeants du Clexit sont fortement impliqués dans les organisations financées par le tabac et les combustibles fossiles ».

### Sur les réseaux sociaux
Relevé dès 2020, la virulence des comptes climatosceptiques sur Twitter progresse fortement après le rachat du réseau par Elon Musk en octobre 2022 : les changements apportés à sa politique de modération entraînent une forte hausse des propos haineux et de la désinformation,. Un sondage conduit par la revue savante Nature en août 2023 indique qu'au cours des six mois précédents, plus de la moitié des scientifiques interrogés ont réduit le temps passé sur Twitter, 7% ont entièrement arrêté de s'en servir et 46% ont créé des comptes sur d'autres réseaux sociaux. Une étude parue dans la revue savante Trends in Ecology & Evolution à la mi-août 2023 montre qu'une moitié des profils militant pour la préservation de l'environnement sont devenus inactifs depuis le rachat du réseau.

## Arguments et positions sur le réchauffement climatique
Dans les décennies 1970/1990, puis dans les années 2000, des arguments fréquents ou récurrents, mobilisés dans les campagnes de déni ont été les suivants :
- quelques glaciers ou zones de banquise ne fondent pas. On trouve (y compris aux États-Unis) quelques zones tendant à se refroidir (en termes d'anomalies de température). De plus, la tendance théorique de l'histoire géologique du climat est que la Terre devrait à nouveau entrer dans une ère glaciaire. Des groupes de déni du climat ont affirmé que le réchauffement climatique avait récemment cessé, ou qu'il a fortement ralenti alors que le CO2 continuait à augmenter. Ces arguments ignorent le schéma de réchauffement à long terme, en ne se basant que sur des fluctuations locales et/ou qui n'ont été observées qu'à court terme[131]. 
Les mesures montrent pourtant que globalement depuis plus d'un siècle, le réchauffement l'emporte nettement sur le refroidissement ;
- la vapeur d'eau serait un gaz à effet de serre plus important que le CO2, et donc insuffisamment pris en compte par de nombreux modèles climatiques[132]. Or, il y a longtemps que les scientifiques savent que la vapeur d'eau est un gaz à effet de serre. Le GIEC explique longtemps qu'une nébulosité (qui est aussi en partie artificielle) est l'une des sources d'incertitude des modèles, qu'ils ne cessent d’améliorer pour mieux prendre en compte les nuages. Mais la « durée de vie atmosphérique » de l'eau n'est que d'environ dix jours, ce qui est très bref par rapport au temps de séjour du CO2, estimé à plus d'un siècle. Ceci signifie que le CO2 est le principal moteur de l'augmentation des températures ; la vapeur d'eau agit comme un retour d'information et non comme un forçage[133]. La vapeur d'eau est intégrée aux modèles climatiques depuis leur création (depuis les travaux d’Arrhenius, à la fin des années 1800)[134] ;
- le CO2 n'est présent qu'à l'état de traces dans l'atmosphère terrestre (environ 400 ppm, soit 0,04 %). Son doublement ne pourrait donc n'avoir qu'un effet mineur sur le climat. Or, sur la base de la physicochimie de l'atmosphère, des études des paléoclimats et de la modélisation, les scientifiques montrent pourtant depuis plus d'un siècle que même cette faible proportion a un effet de réchauffement significatif, et que doubler cette proportion entraîne une forte augmentation de la température[132] ;
- la variabilité naturelle de facteurs tels que les taches solaires, et les rayons cosmiques ou les cycles de Milanković ne serait pas ou pas assez prise en compte par les modèles ; ces facteurs seraient les vraies causes de la tendance récente au réchauffement[135]. Ils sont pourtant déjà pris en compte lors de l'analyse climatique et de l'élaboration des modèles climatiques ; le consensus scientifique est qu'ils expliquent une part des variations (ce qui n'a jamais été nié par la science du climat, au contraire), mais qu'ils ne peuvent expliquer la tendance au réchauffement observée dans le monde[136] ;
- la montée des océans aurait d'autres explications. Ainsi en mai 2018 lors d'une réunion du Comité de la science, de l'espace et de la technologie de la Chambre des représentants des États-Unis, Mo Brooks (représentant de l'Alabama), a affirmé que l'élévation du niveau marin n'est pas causée par la fonte des glaciers mais plutôt par l'érosion côtière et le limon qui s’écoule des rivières vers l'océan[137].

Une partie de la littérature de la sphère du déni climatique a évolué en reconnaissant la réalité d'un certain réchauffement, mais souvent en suggérant d'attendre l'invention de technologies plus abordables et plus efficaces pour s'attaquer au changement climatique.
Un des arguments de déni récurrent depuis plus de trente ans est que les scientifiques manquent de preuves et/ou qu'il ne seraient pas d'accord entre eux sur les causes et/ou le niveau du réchauffement. 
Or le consensus scientifique existe et il est clair. Il a été récemment résumé par le quatrième rapport d'évaluation du GIEC, par le US Geological Survey, et par d'autres rapports : il est que l'activité humaine est bien devenue la principale cause du changement climatique ; sans commune mesure avec les causes naturelles (par exemple : en termes d'émissions, l'utilisation de combustibles fossiles représente annuellement environ 30 milliards de tonnes de CO2, soit 130 fois la quantité produite par les volcans ).

### Théories du complot
Des théories du complot sur le réchauffement climatique ont été avancées par ceux qui nient l'existence de ce changement ou sa gravité ; elles allèguent que le consensus scientifique du GIEC est un mensonge, ou une illusion, et/ou que les climatologues cacheraient leurs vraies données et agiraient au nom de leurs intérêts financiers en « alarmant » inutilement et de manière injustifiée le public et les élus face à un climat en réalité se refroidissant, stable ou naturellement changeant ; selon ces théories, en faisant parler d'eux, ces climatologues rechercheraient de l'argent et du prestige,,.
Malgré l'exploitation de « fuites de courriels » lors de la polémique de la Climatic Research Unit, et après des recherches multinationales indépendantes, aucune preuve d’un tel complot n’a été présentée, et un fort consensus existe entre des scientifiques issus de multiples milieux politiques, sociaux, organisationnels et nationaux sur l'étendue, la gravité et les causes du changement climatique,.
En 2010, une étude sur la crédibilité des experts a conclu qu'à ce moment, environ 97 % des climatologues étaient d'accord avec ce consensus sur la part anthropique du réchauffement global.
De plus, une grande partie des données utilisées en climatologie sont accessibles au public et peuvent être visualisées et interprétées par les chercheurs concurrents ainsi que par le public.
En 2012, des recherches menées par l’universitaire australien Stephan Lewandowsky ont conclu que des personnes croyant en d'autres « théories du complot » (par exemple persuadées que le FBI était responsable de l'assassinat de Martin Luther King, Jr.), étaient plus susceptibles d'entériner le déni du changement climatique.
En février 2015, Jim Inhofe, sénateur et négationniste du changement climatique, ayant précédemment qualifié le changement climatique de « plus grand canular jamais commis contre le peuple américain », a affirmé avoir démystifié le présumé canular en apportant une boule de neige avec lui à la chambre du Sénat des États-Unis, et en la jetant par terre.
En 2017, John Barrasso lui succède en affirmant : « Le climat change constamment. Le rôle de l'activité humaine n'est pas connu ».

## Taxonomie: les types de déni du changement climatique

Caractéristiques du déni scientifique (y compris le déni climatique).

En 2004, Stefan Rahmstorf a expliqué comment les médias ont donné l’impression trompeuse que le changement climatique restait l’objet de controverses au sein de la communauté scientifique, attribuant cette impression aux efforts de relations publiques des climatosceptiques. Rahmstorf a identifié divers types de positions et arguments utilisés par les climato-sceptiques, à partir desquels il a construit une taxonomie du scepticisme face au changement climatique ; et plus tard, le modèle a également été appliqué au déni du réchauffement climatique.

## Typologie du déni
De grandes tendances ont été définies, :
1. tendance climato-dénialiste / dénégateur : ces personnes nient la tendance au réchauffement. Elles affirment qu’aucun réchauffement climatique significatif n’est en cours, et que la tendance au réchauffement mesurée par les stations météorologiques est un artefact dû à l’urbanisation autour de ces stations (effet « ilôt de chaleur urbaine ») ;
2. tendance climato-dénialiste / niant l'attribution : ces personnes reconnaissent qu’il y a une tendance au réchauffement climatique mais selon elles, les causes en sont exclusivement naturelles ; elles disent douter que les activités humaines puissent être responsables des tendances observées. Quelques-unes parmi elles nient même qu’il existe une hausse des émissions de CO2 d’origine anthropique ; et d'autres reconnaissent qu’il existe du CO2 supplémentaire, mais affirment qu’il ne conduit pas à un réchauffement perceptible [et] qu'il doit y avoir d'autres causes naturelles au réchauffement ;
3. tendance climato-dénialiste / niant les impacts : ces personnes affirment que le réchauffement climatique est inoffensif, voire bénéfique.

Cette taxonomie a été utilisée en sciences sociales pour l'analyse de publications et pour catégoriser le scepticisme face au changement climatique ainsi que le déni du changement climatique,.
Parfois, une quatrième catégorie (« refus du consensus ») est ajoutée, décrivant les personnes qui nient ou remettent en question le consensus scientifique sur le réchauffement climatique anthropique.
En 2010, le National Center for Science Education décrit le déni du changement climatique comme une controverse entre différents points du consensus scientifique, en proposant une typologie basée sur une série d'arguments séquentiels, avec comme attitude :
1. « nier qu'un changement climatique est en cours » ;
2. « accepter l'idée que ce changement climatique existe, mais en niant toute contribution significative des activités humaines » ;
3. « accepter que le changement existe, et que l'Homme en est en partie responsable, mais en niant les preuves scientifiques montrant que ce dérèglement affecte la nature et la société humaine » ;
4. « accepter tout cela, mais en niant que les humains puissent atténuer ou réduire les problèmes ».

En 2012, James L. Powell (en) fournit quant à lui une liste plus longue, à l'instar du climatologue Michael E. Mann qui propose, lui, une échelle de « six stades de déni », où l’on passe du déni total à des concessions faites au fil du temps, puis à l'acceptation de certains éléments du réchauffement, tout en conservant une posture déniant l’existence d’un consensus général :
1. « Le CO2 n'augmente pas réellement » ;
2. « Même si c’est le cas, l’augmentation n’a pas d’impact sur le climat car il n’existe aucune preuve convaincante de réchauffement »[154] ;
3. « Même s'il y a un réchauffement, il est dû à des causes naturelles »[154] ;
4. « Même si le réchauffement ne peut pas être expliqué par des causes naturelles, l'impact humain est faible et l'impact des émissions continues de gaz à effet de serre sera mineur »[154] ;
5. « Même si les effets humains actuels et futurs projetés sur le climat de la Terre ne sont pas négligeables, les changements vont globalement être bénéfiques pour nous »[154] ;
6. « Que les changements soient bénéfiques ou non pour nous, les humains sont très aptes à s'adapter aux changements ; de plus, il est trop tard pour faire quoi que ce soit et/ou une solution technologique apparaît toujours quand on en a vraiment besoin »[154].

Des journalistes et chroniqueurs de journaux (ex : George Monbiot,, et Ellen Goodman entre autres,), ont décrit le déni du changement climatique comme l’une des formes du déni.
Dans le contexte du climat, Chris et Mark Hoofnagle ont défini le « déni » comme l’utilisation de moyens rhétoriques « pour donner l’apparence d’un débat légitime, là où il n’y en a pas ; approche ayant pour ultime objectif le rejet d’une proposition pour laquelle un consensus scientifique existe ». Ce processus prend de manière caractéristique une ou plusieurs des formes suivantes,, :
1. allégations selon lesquelles un consensus scientifique impliquerait de conspirer pour simuler des données ou supprimer la vérité : théorie du complot sur le réchauffement climatique ;
2. de faux experts et/ou des personnes ayant des opinions opposées aux connaissances acquises, marginalisent ou dénigrent en même temps les experts publiés. À l'instar du doute artificiel produit sur le lien tabagisme-santé, quelques scientifiques « contrariens » s'opposent au consensus sur le climat. Certains des scientifiques ayant nié le lien tabac-santé ont ensuite nié le lien gaz à effet de serre anthropiques/réchauffement ;
3. la sélectivité, avec par exemple une sélection de documents atypiques, voire obsolètes ; de la même manière que la controverse entourant le vaccin ROR était fondée sur un seul article : des exemples incluent des idées discréditées de la période chaude médiévale[163] ;
4. formulation de demandes de recherche irréalisables, affirmation que toute incertitude invalide le domaine ou exagération de l’incertitude tout en rejetant les probabilités et les modèles mathématiques ;
5. sophismes logiques (fallacieux).

### Cas de revues spécialisées du secteur de l'économie
Ce domaine semble marqué par un non-intérêt ou une certaine forme de censure ou d'autocensure, comme si le changement climatique n’intéressait pas les revues académiques en économie et finance, alors que l'on rappelle souvent qu’écologie et économie ont la même étymologie, et alors que le climat est a priori un enjeu majeur pour toutes les activités humaines, et donc pour l'économie (William Nordhaus de l'université Yale, parle du changement climatique comme d'un « ultime challenge » pour l’économie mondiale). Ainsi les professeurs Andrew Oswald et Nicholas Stern ont montré, en septembre 2017, que les articles sur le réchauffement climatique sont quasi- voire totalement absents des grandes revues d'économie, et en particulier de la revue Quarterly Journal of Economics (l’une des plus cotées par la profession) : sur près de 4 700 articles publiés en plus d’un siècle, aucun ne traite du sujet du climat (ou marginalement pour 5 articles). La même recherche, mais élargie aux 10 revues d’économie les plus réputées ne donne qu’une petite soixantaine d’articles sur 77 000, soit 0,07 % des publications… « Un échec majeur de notre profession », déplorent ces deux économistes, alors que « l'économie politique est centrale », qu'elle est un facteur majeur des décisions politiques et techniques prises dans le monde.
Andrew Oswald et Nicholas Stern plaident pour une prise en compte sérieuse de « la dimension éthique et de philosophie morale » du sujet, alors que depuis un siècle les grands économistes cherchent à éviter tout jugement de valeur politique et moral dans leurs analyses des marchés et du monde (« L’économie s’intéresse aux moyens, pas aux fins »). L’économiste James J. Heckman dénonce le fait qu’à leur tête, une communauté s'inscrivant principalement dans l’orthodoxie néo-classique, contraint les auteurs à être proches de leurs idées pour être publiés ; avec un clientélisme et un effet d’« inceste professionnel » favorisant la duplication d’idées anciennes, au détriment d'articles vraiment innovants qui ne trouvent pas à être publiés.
Il existe néanmoins quelques revues académiques (moins prestigieuses et plus spécialisées, en économie de l’environnement et/ou de l’énergie, tels que le Journal of Environmental Economics and Management, Energy Journal, etc. ainsi que quelques revues plus hétérodoxes (p. ex. : Ecological Economics, Environmental Values, etc.), sans parler des nombreuses revues de vulgarisation.

## Psychologie
La technique d’inoculation psychologique permet de renforcer la résistance à des contrarguments inacceptables. 

### Psychanalyse
Bien que la psychanalyse concerne par définition l'individu seul, la philosophe et psychanalyste Donna Orange, enseignante adjointe à l'université de New York, estime que les psychanalystes doivent se confronter aux « horreurs du changement climatique ». Selon elle, les psychanalystes devraient créer un « inconscient environnemental », et s'unir à d'autres courants thérapeutiques pour s'attaquer au défi des mécanismes de défense des individus qui empêchent de répondre au changement climatique.
La psychologue sociale Renee Lertzmann, dont les recherches portent sur les communications environnementales, pense que des personnes souffrent de mélancolie environnementale ( solastalgie ) , mélancolie au sens où l'entendait Sigmund Freud, comme réaction inconsciente face à une perte.

### Filmographie
- (en) Climate Change Denial Disorder, film parodique sur une maladie fictive.
- (en) Avant le déluge (Before the Flood), 2016, documentaire américain sur le déni du réchauffement climatique et le lobbying.